# راناسينغ بريماداسا
راناسينغ بريماداسا (بالسنهالية: රණසිංහ ප්‍රේමදාස)‏ (و. 1924 – 1993 م) هو سياسي من سريلانكا ولد في كولمبو.
وهو عضو في الحزب الوطني المتحد .

## روابط خارجية
- راناسينغ بريماداسا على موقع مونزينجر (الألمانية)